# Eduard Formánek
Eduard Formánek (Klatovy, 7 aprile 1845 – Salonicco, 9 agosto 1900) è stato un botanico slovacco.

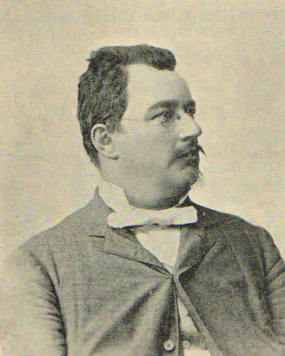
Eduard Formánek

Fu professore all'Istituto tecnico di Brno e curatore di storia naturale, avendo sviluppato vaste spedizioni botaniche in Albania.

## Opere
- 1887. Rosen des Hochgesenkes. Ed. Friedländer. 12 pp.

### Libri
- 1898. Beitrag zur flora von Serbien und Macedonien, Volumi1-6. 3ª edizione W. Burkart.
- 1896. Beitrag zur flora von Serbien, Macedonien und Thessalien. Ed. Selbstverlag des Verfassers. 108 pp.
- 1895. Beitrag zur flora von Albanien, Korfu und Epirus. Ed. Druck von W. Burkart. 53 pp.
- 1891. Beitrag zur flora des Balkans, Bosporus und Kleinasiens. Ed. Druck von W. Burkart. 46 pp. Reeditó Kessinger Publ., LLC, 2010. 50 pp. ISBN 1-162-31345-5
- 1887. Květena Moravy a rakouského Slezska. 1.474 pp.
- 1886. Beitrag zür flora des mittleren und südlichen Mährens. 115 pp.